# Bully (Loire)
Pour les articles homonymes, voir Bully.
Bully est une commune française située dans le département de la Loire en région Auvergne-Rhône-Alpes.

## Géographie
Le territoire communal se trouve au-dessus du bassin houiller de la Loire.

### Climat
Pour des articles plus généraux, voir Climat d'Auvergne-Rhône-Alpes et Climat de la Loire.
En 2010, le climat de la commune est de type climat des marges montargnardes, selon une étude du Centre national de la recherche scientifique s'appuyant sur une série de données couvrant la période 1971-2000. En 2020, Météo-France publie une typologie des climats de la France métropolitaine dans laquelle la commune est exposée à un climat de montagne ou de marges de montagne et est dans la région climatique Nord-est du Massif Central, caractérisée par une pluviométrie annuelle de 800 à 1 200 mm, bien répartie dans l’année.
Pour la période 1971-2000, la température annuelle moyenne est de 10,4 °C, avec une amplitude thermique annuelle de 16,4 °C. Le cumul annuel moyen de précipitations est de 856 mm, avec 10 jours de précipitations en janvier et 7,4 jours en juillet. Pour la période 1991-2020, la température moyenne annuelle observée sur la station météorologique de Météo-France la plus proche, « Saint-Just-en-Chevalet », sur la commune de Saint-Just-en-Chevalet à 12 km à vol d'oiseau, est de 9,8 °C et le cumul annuel moyen de précipitations est de 884,6 mm,. Pour l'avenir, les paramètres climatiques de la commune estimés pour 2050 selon différents scénarios d'émission de gaz à effet de serre sont consultables sur un site dédié publié par Météo-France en novembre 2022.

## Urbanisme

### Typologie
Au 1er janvier 2024, Bully est catégorisée commune rurale à habitat très dispersé, selon la nouvelle grille communale de densité à sept niveaux définie par l'Insee en 2022.
Elle est située hors unité urbaine. Par ailleurs la commune fait partie de l'aire d'attraction de Roanne, dont elle est une commune de la couronne,. Cette aire, qui regroupe 88 communes, est catégorisée dans les aires de 50 000 à moins de 200 000 habitants,.

### Occupation des sols
L'occupation des sols de la commune, telle qu'elle ressort de la base de données européenne d’occupation biophysique des sols Corine Land Cover (CLC), est marquée par l'importance des territoires agricoles (62,6 % en 2018), en diminution par rapport à 1990 (65,7 %). La répartition détaillée en 2018 est la suivante : 
prairies (52,9 %), forêts (33,3 %), zones agricoles hétérogènes (9,6 %), eaux continentales (2,8 %), mines, décharges et chantiers (1,4 %). L'évolution de l’occupation des sols de la commune et de ses infrastructures peut être observée sur les différentes représentations cartographiques du territoire : la carte de Cassini (XVIIIe siècle), la carte d'état-major (1820-1866) et les cartes ou photos aériennes de l'IGN pour la période actuelle (1950 à aujourd'hui).

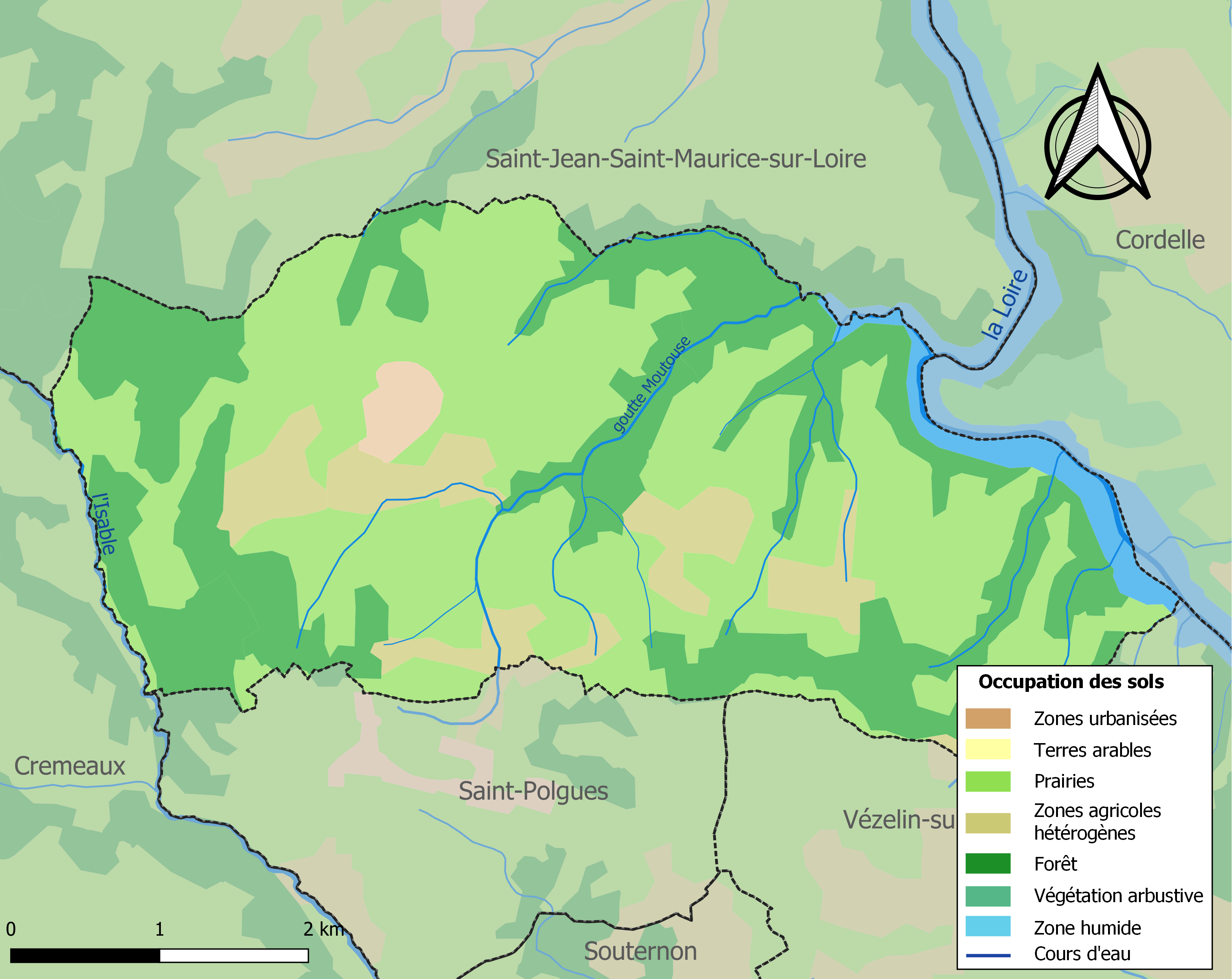
Carte des infrastructures et de l'occupation des sols de la commune en 2018 (CLC).

## Blasonnement
|  | Les armoiries de Bully se blasonnent ainsi : Tiercé en bande : au 1er de sinople à la roue d'argent senestrée d'un bourdon de pèlerin du même, au 2e d'argent au calice de gueules accompagné de deux ceps de vigne de sable, fruités de gueules et feuillé de sinople, au 3e de sable au pèlerin contourné d'argent ; le tout enfermé dans une bordure coupé-crénelé d'azur et d'argent. |

## Politique et administration
| Période                                  | Période                   | Identité                                         | Étiquette | Qualité |
| ---------------------------------------- | ------------------------- | ------------------------------------------------ | --------- | --- |
| Les données manquantes sont à compléter. |                           |                                                  |           | |
| mars 1971                                | mars 2001                 | Georges Ernst                                    | DVG       | Conseiller général du canton de Saint-Germain-Laval (1976-1982), Conseiller régional (1974-1976), Président du syndicat des eaux de la bombarde, éducateur puis directeur de structure médico-social |
| mars 2001                                | 2014                      | Yves Rocle                                       | SE        | Vice-président du SIEL, Vice-président de la CCVAI, fonctionnaire des postes |
| 2014                                     | En cours (au 25 mai 2020) | Dominique Mayère, Réélu pour le mandat 2020-2026 |           | Agriculteur, vice-président de la CCVAI |

## Démographie
L'évolution du nombre d'habitants est connue à travers les recensements de la population effectués dans la commune depuis 1793. Pour les communes de moins de 10 000 habitants, une enquête de recensement portant sur toute la population est réalisée tous les cinq ans, les populations de référence des années intermédiaires étant quant à elles estimées par interpolation ou extrapolation. Pour la commune, le premier recensement exhaustif entrant dans le cadre du nouveau dispositif a été réalisé en 2007.

En 2022, la commune comptait 433 habitants, en évolution de +5,35 % par rapport à 2016 (Loire : +1,32 %, France hors Mayotte : +2,11 %).
| 1793 | 1800 | 1806 | 1821 | 1831 | 1836 | 1841 | 1846 | 1851  |
| ---- | ---- | ---- | ---- | ---- | ---- | ---- | ---- | ----- |
| 800  | 725  | 882  | 678  | 766  | 853  | 744  | 926  | 1 055 |

| 1856  | 1861  | 1866  | 1872  | 1876  | 1881  | 1886  | 1891  | 1896  |
| ----- | ----- | ----- | ----- | ----- | ----- | ----- | ----- | ----- |
| 1 022 | 1 023 | 1 061 | 1 030 | 1 014 | 1 037 | 1 107 | 1 144 | 1 116 |

| 1901  | 1906  | 1911  | 1921 | 1926 | 1931 | 1936 | 1946 | 1954 |
| ----- | ----- | ----- | ---- | ---- | ---- | ---- | ---- | ---- |
| 1 059 | 1 113 | 1 104 | 871  | 726  | 620  | 591  | 528  | 431  |

| 1962 | 1968 | 1975 | 1982 | 1990 | 1999 | 2006 | 2007 | 2012 |
| ---- | ---- | ---- | ---- | ---- | ---- | ---- | ---- | ---- |
| 363  | 318  | 270  | 252  | 269  | 298  | 372  | 382  | 415  |

| 2017 | 2022 | - | - | - | - | - | - | - |
| ---- | ---- | - | - | - | - | - | - | - |
| 408  | 433  | - | - | - | - | - | - | - |

## Lieux et monuments
- Église Saint-Michel de Bully. Cette église abrite une statue de Sainte-Philomène, patronne des bateliers. La Loire était navigable à cet endroit.

## Personnalités liées à la commune
- Pierre Dadot (1892-1959), syndicaliste, homme politique, résistant, né à Bully.